# Михайловка (Мещовський район)
Михайловка (рос. Михайловка) — присілок в Мещовському районі Калузької області Російської Федерації.
Населення становить 21 особу. Входить до складу муніципального утворення Місто Мещовськ.

## Історія
Від 2004 року входить до складу муніципального утворення Місто Мещовськ.

## Населення
| 2002 | 2010 |
| ---- | ---- |
| 16   | ↗21  |